# XIX округ Парижа
19-й округ Парижа (фр. Arrondissement des Buttes-Chaumont) — один з двадцяти адміністративних округів Парижа, що знаходиться на північно-східному краю міста. Це один з восьми округів, утворених 1860 році на час приєднання до міста прилеглих до нього населених пунктів. До складу 19-го округу увійшли Бельвіль (фр. Belleville), Ла Вілетт (фр. La Villette), частини території Обервільє та Пантен (фр. Pantin).

## Географічне положення

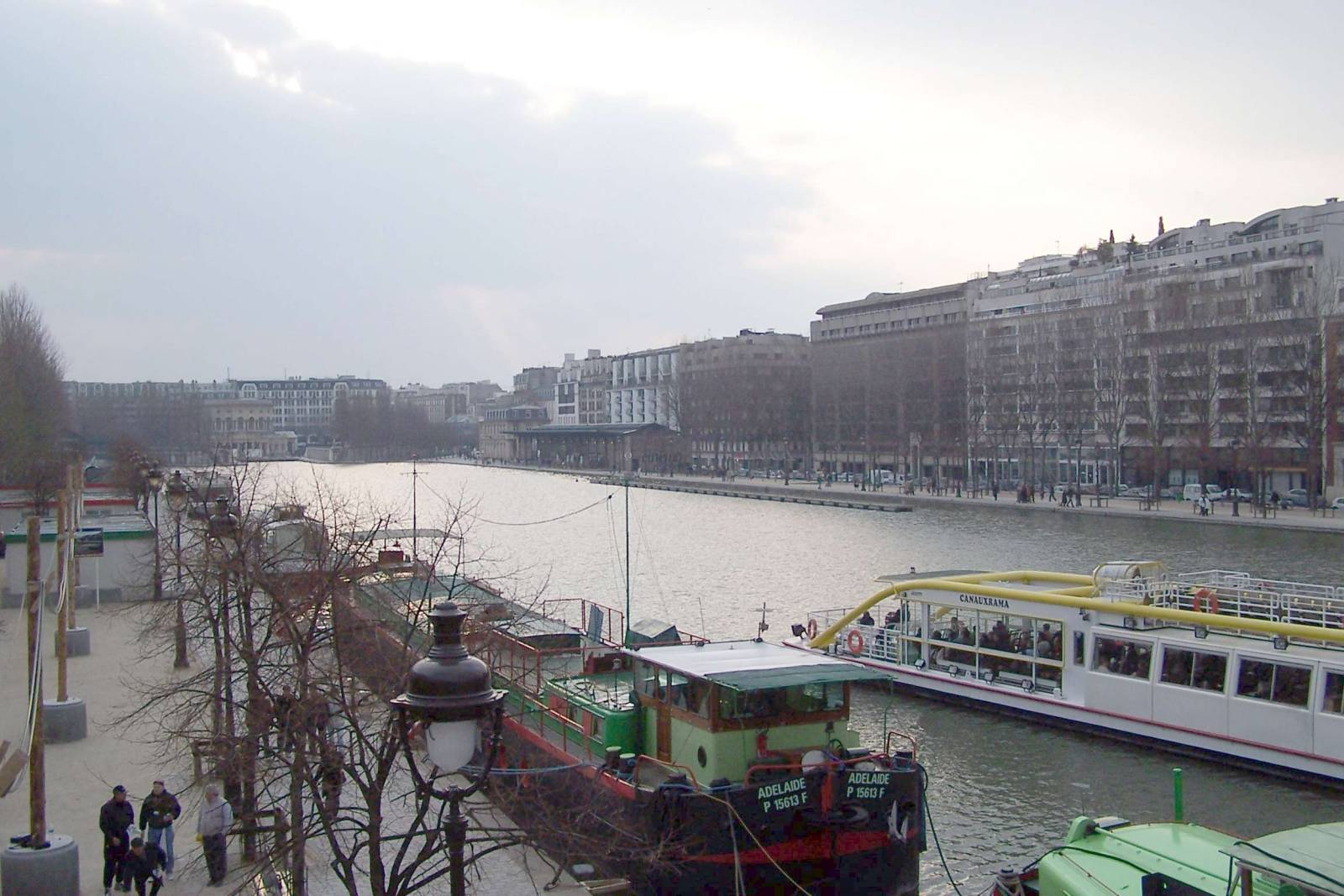
Вид на водойму Ла Вілетт

З півночі межує з Обервільє, із заходу — з 18-м і 10-м округами, зі сходу — з Пантен, Ле Ліла (фр. Les Lilas) і Пре-Сен-Жерве (фр. Pré-Saint-Gervais), з півдня — з 20-м округом.
За 19-м округом протікають канали Сен-Дені (фр. canal Saint-Denis) та Урк (фр. canal de l'Ourcq), що з'єднуються разом на рівні парку Ла Вілетт. На лінії вулиці Рю Де Кріме (Кримської) (фр. rue de Crimée), під єдиним підйомним мостом, що зберігся в Парижі. Канал Урк впадає у водойму Ла Вілетт (фр. bassin de la Villette), що сполучається з каналом Сен-Мартен (фр. canal Saint-Martin) (10-й округ).
Два головних проспекти 19-го округу — це авеню де Фландр (фр. avenue de Flandre) та авеню Жан-Жорес (фр. avenue Jean-Jaurès), що пролягли до кордонів міста від площі Сталінградської битви (фр. Place de la Bataille-de-Stalingrad). До 1914 року авеню Жан-Жорес називалася Німецькою дорогою (фр. route d'Allemagne), — це була пряма лінія з центру міста у бік Німеччини. Станція «Німеччина» (фр. Allemagne) 5-й лінії метро також була перейменована на «Жорес» (фр. Jaurès).

## Населення
- 1990 рік — 165 100 осіб,
- 1999 рік — 172 600 осіб,
- 2006 рік — 187 200 осіб (приріст населення +8,5 % порівняно з 1999 роком).

## Адміністрація
Адреса мерії XIX-го округу:

5, place Armand Carrel 

75019 Paris
Мер округу Роже Мадек (фр. Roger Madec), обраний 1995 року, повторно 2001 і знову 2008 року, також є паризьким сенатором.

## Квартали
Адміністративний поділ:
- Ла Вілетт (фр. La Villette)
- Ле Пон де Фландр (фр. Le Pont-de-Flandre)
- Америк (фр. Amérique)
- Ле Комба (фр. Le Combat)

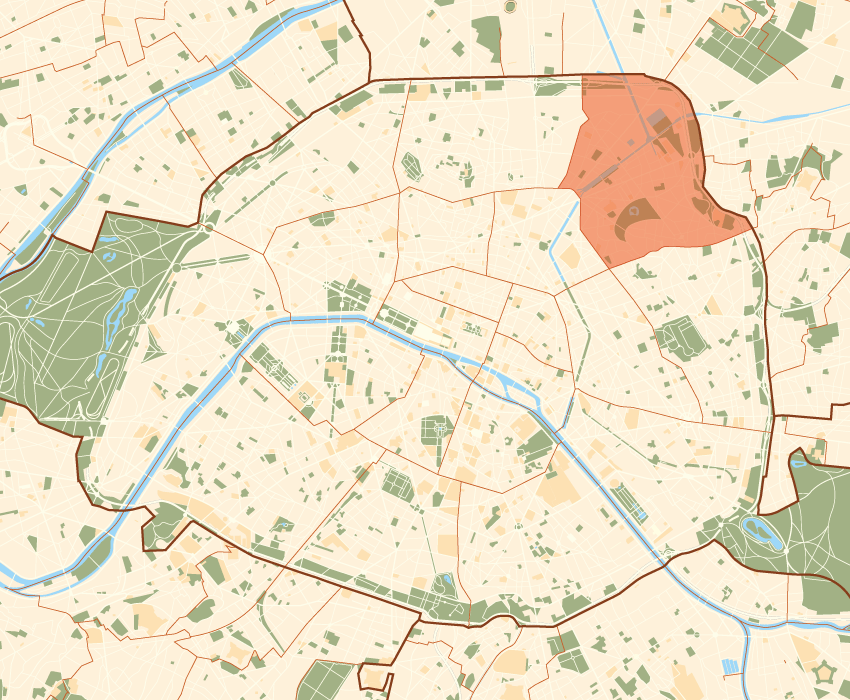
Територія 19-го округу виділена червоним

Демократичний поділ з добровільними квартальними радами (фр. Conseils de quartier) :
- Ба-Бельвіль (фр. Bas Belleville)
- Бют-Шомон (фр. Buttes Chaumont)
- Плас Де Фет (фр. Place des Fêtes)
- Данюб (фр. Danube)
- Порт де Ліла (фр. Porte des Lilas)
- Манен-Жорес (фр. Manin Jaurès)
- Бассен де ла Вілетт (фр. Bassin de la Villette)
- Пон де Фландр (фр. Pont de Flandre)
- Фландр-Обервільє (фр. Flandre Aubervilliers)
- Секретан (фр. Secrétan)

## Навчальні заклади
35 шкіл-садків (фр. écoles maternelles),

38 початкових шкіл,

11 коледжів,

8 ліцеїв.

Приватні заклади: 3 католицькі школи та 3 єврейські школи.

Кулінарний технікум CEPROC (м'ясопродукти та випічка).

Акторська школа ECOLE FLORENT

4 вищі навчальні заклади: 

- Інститут програмування та програмного менеджменту (фр. Institut Supérieur d'Informatique et de Management de l'Informatique)
- Державна вища консерваторія музики й танцю (фр. Le Conservatoire national supérieur de musique et de danse de Paris (CNSMDP))
- Курс підготовки до госконкурсам (фр. ETPRO (études et promotion))
- Бізнес-школа економіки та торгівлі (фр. INSEEC)

## Охорона здоров'я
- Шпиталь «Робер Дебре» (фр. Hôpital Robert Debré)
- Офтальмологічна клініка Ротшильда (фр. Fondation Ophtalmologique Rothschild)
- Денний стаціонар Жоржа Вакола (фр. Hôpital de jour Georges Vacola)
- Центр невідкладної допомоги у Порт де Пантен (фр. Centre médico-chirurgical de la Porte de Pantin)
- Клініка де Мосен (фр. Clinique des Maussins)
- Поліклініка Бют-Шомон (фр. Polyclinique des Buttes Chaumont)

## Культура
- 6 муніципальних бібліотек безкоштовного користування. Записавшись, можна брати в будь-який з них на 3 тижні до 5 книг, 5 коміксів і 5 журналів.
- Медіатека Науково-технічного містечка.
- 6 центрів гуртків та секцій для дітей та дорослих (фр. Centres d'animation)
- Муніципальна консерваторія (фр. Conservatoire municipal du 19e Jacques IBERT)
- концертний зал Зеніт (Париж);

## Визначні місця
- Наукове містечко в парку Ла Вілетт — третій за відвідуваністю музейний центр Парижа (після Лувру та Бобура). Відкритий щодня, крім понеділка.
- Парк Ла Вілетт — найбільший у місті, 35 га, задуманий архітектором як місто зі своїми артеріями, брамами, будівлями, площами та червоними павільйонами (Folie, так в XVIII столітті називали будиночок в ближньому передмісті, оточений садом, що служив для розваг та забав). Парк перетинає канал Урк (фр. canal de l'Ourcq), в парку проводяться численні культурно-розважальні заходи.
- Жеод— кінозал з великоформатних сферичним екраном в 1000 кв.м.
- Ла Гранд-аль— витвір металевої архітектури XIX століття, старший за Ейфелеву вежу, колишня скотарня та критий ринок, сьогодні місце проведення виставок, вистав, фестивалів та різноманітних салонів.
- Концертний зал «Зеніт»— зал на 6 400 місць присвячений року і сучасній естраді, розташований зі східного боку від парку Ла Вілетт.
- Вища консерваторія музики й танцю— відкрилася 1990 року.
- Містечко Музики (Париж) займає 23 000 m² з південного боку парку Ла Вілетт. Повністю Містечко Музики відкрилося 1996 року, об'єднавши французький камерний оркестр «Ensemble Intercontemporain», музично-хореографічний педінститут (фр. Institut de pédagogie musicale et chorégraphique), музей, концертний зал і представництво товариства музичного авторського права «la Sacem».
- Ла Вілеттська ротонда (фр. rotonde de la Villette) на площі Сталінградської битви (фр. Place de la Bataille-de-Stalingrad) навпроти водойми Ля Вілетт (фр. Bassin de la Villette) побудована архітектором Клод-Нікола Леду 1785 року, до розширення території Парижа 1860 року служила митною заставою.

### Парки

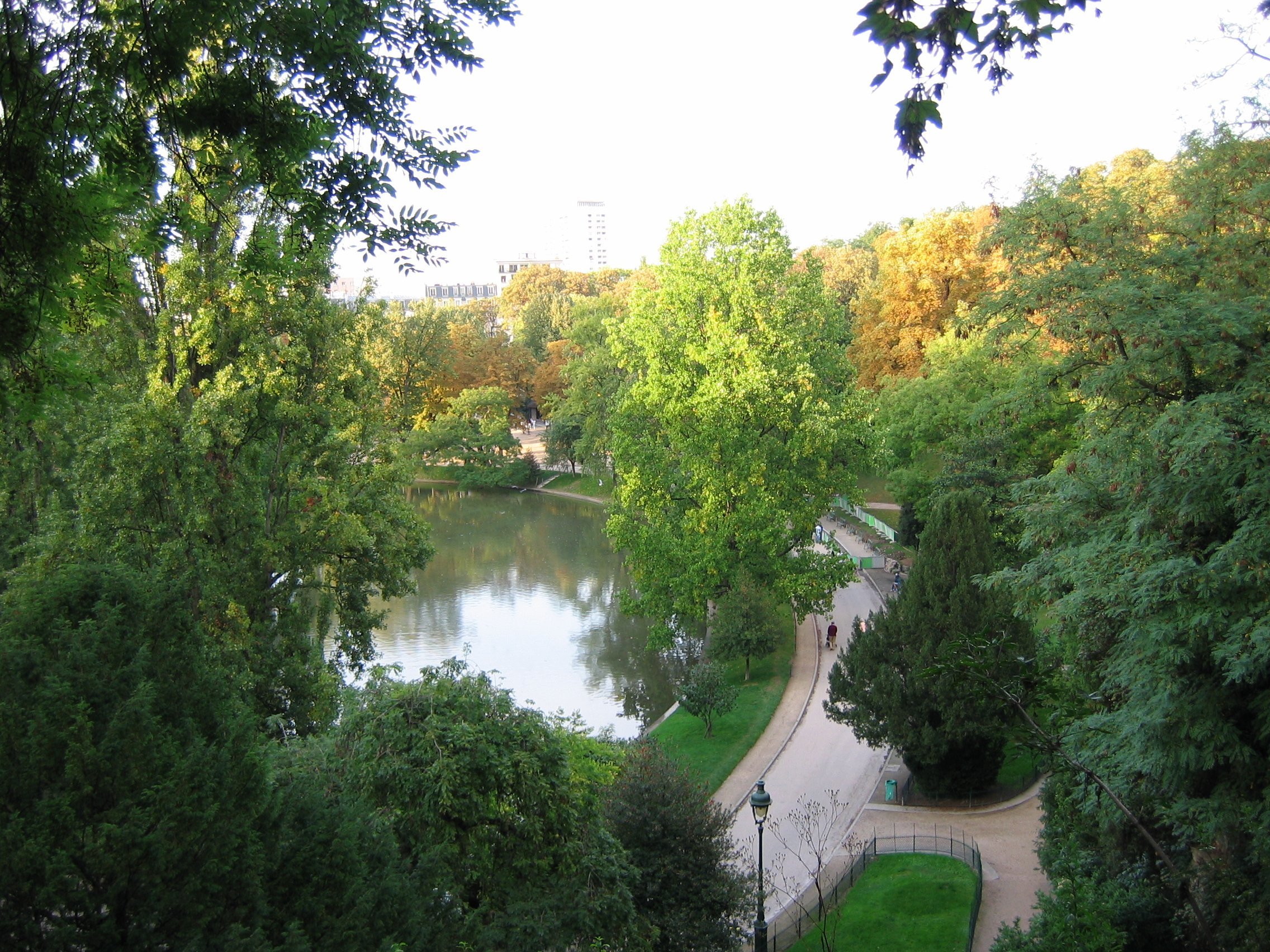
Парк Бют-Шомон на місці колишнього відкритого кар'єру

Тут знаходяться два найбільших міських парки: парк Ла Вілетт і парк Бют-Шомон.
Парк Бют-Шомон у південній частині округу створений на місці старого кар'єра відкритого видобутку вапняку та відкритий для публіки 1867 року під гаслом «народний Тюїльрі» (фр. les Tuileries du peuple).
Парк Ла Вілетт у північно-східній частині округу, між колишньою міською брамою Ла Вілетт та Пантен, розташувався на території, яку ціле сторіччя яку займали міські бойні, що постачали столицю м'ясом. На південь від парку на авеню Жан-Жорес ще залишилися ресторани, які славляться своїм м'ясним меню.

## Спорт
9 стадіонів,

11 спортивних залів,

7 тенісних майданчиків з кортами,

4 басейни,

1 льодова ковзанка.

## Транспорт
- Метро: лінії 2, 5, 7, 7b і 11
- Автобуси: лінії 26, 48, 54, 60, 75, PC2, PC3.